# スポーツ報知西部本社
株式会社スポーツ報知西部本社（スポーツほうちせいぶほんしゃ）は、読売新聞系列のスポーツ新聞『スポーツ報知』を発行する日本の新聞社である。株式会社読売新聞グループ本社の事業子会社のひとつである株式会社読売新聞西部本社の子会社であり、九州全県（沖縄県除く）と山口県を管轄する。

## 概要
1997年11月、これまでスポーツ報知が発行されていなかった九州で同紙の発行を行うため、当時読売新聞西部本社を運営していた株式会社よみうりの出資で設立。1998年3月23日から西部（九州）版の発行を開始した。創刊当時は北九州市小倉北区明和町1-11の旧読売新聞西部本社内に本社及び編集部を置いていた。
西部版創刊以前のスポーツ報知は、東日本（北海道以南・静岡県・長野県・石川県以東）が東京本社、西日本（福井県・滋賀県・奈良県・和歌山県以西、広島県以東）が大阪本社の管轄となっており、いずれも読売グループの株式会社報知新聞社から、東海3県（愛知県・岐阜県・三重県）のみ読売新聞中部本社（現・東京本社中部支社）からそれぞれ発行されており、北海道から山口県を除く本州と四国で販売されていた。しかし、山口県以西の九州・山口地方ではスポーツ報知の発行本社が存在せず、九州の読者からも「報知を読みたい」との意見が多かったことから、九州にもスポーツ報知の発行本社を報知新聞社本体ではなく、読売ジャイアンツ（巨人軍）の運営元でもあったよみうり（実質的に読売新聞西部本社）によって設置することを決めた。1998年3月に西部版の発行を開始し、スポーツ報知は日刊スポーツとスポーツニッポンに次ぐ全国スポーツ紙となった。
2002年7月1日の読売新聞グループ再編で、株式会社読売新聞西部本社の子会社となった。2004年1月に読売新聞西部本社の本社機能が北九州市から福岡市中央区赤坂1-16-5の読売新福岡ビルに移転したのに伴い、スポーツ報知西部本社も福岡市に移転した。
スポーツ報知の西部版は報知新聞社とは提携・協力関係にあり、報知新聞社の子会社ではない（いわゆるフランチャイズ契約である）。なお、東京・大阪版と同様に1面の日付下と各面の「第三種郵便物認可」のクレジット横に「報知新聞」のクレジットが表記されている。1頁の発行所クレジットは西部本社版発刊から長年にわたって「©スポーツ報知西部本社」と単独表記されていたが、現在は「©スポーツ報知西部本社、報知新聞社」の共同表記になっている。
紙面の大半は東京本社で制作されている記事が多いが、中央競馬面は大阪本社、公営競技面と番組表は西部本社（一部は大阪本社）でそれぞれ制作されている。
読売新聞西部版のスポーツ面ではソフトバンクグループによるホークス買収後から、福岡ソフトバンクホークス関連の報道がジャイアンツ関連報道と同等の割合になっているが、スポーツ報知西部版では東京版とほぼ同じ内容の記事を使用しているため、ジャイアンツ関連の記事を中心とした紙面構成になっている。
西部本社版独自の記事企画として、毎週木曜日の紙面に、九州・山口地区のレジャー・グルメ・フィッシング情報などを紹介する「ほうち楽ナビ」を掲載している。また、九州・山口の公営競技情報も豊富で、同地域の競艇・競輪・オートレースなどに「スポーツ報知杯」の名によりイベント協賛する。

## 印刷工場
- 福岡県北九州市小倉南区（プリントメディア西部北九州工場）
- 佐賀県鳥栖市（プリントメディア西部鳥栖工場）

## 番組表
スポーツ報知#九州版を参照。